# Àgueda Vadell Pons
Àgueda Vadell Pons (es Mercadal, 1924 - íd., 3 d'agost de 2023) fou una restauradora menorquina.
Àgueda Vadell –a qui anomenaven familiarment Aguedet– era filla de treballadors del camp, Crispín i Joana, que van obrir un petit casino en es Mercadal, el bar Es Centro, on servien menjar. Després de casada, Àgueda Vadell anà a viure a Barcelona, però un cop nascut el seu fill Miquel, ella i el seu marit, Miquel Mariano Bennàssar, tornaren a Menorca per a fer-se responsables del casino, on van començar a servir les primeres tapes i plats, que es feren molt populars. El 1980 es van vendre l'establiment i, al cap de dos anys, van inaugurar el Restaurant Ca n'Aguedet, al carrer de Lepant, dedicat als menjars típics menorquins. Sis anys després varen haver de canviar de local, ja que el primer s'havia quedat petit.
El Restaurant Ca n'Aguedet va esdevenir de seguida un referent de la cuina menorquina popular, per tal com en conservà la tradició i va anar incorporant a la carta els plats que Àgueda Vadell havia après a casa, de l'àvia i la mare, com l'oliaigo (o oliaigua), les albergínies plenes, l'arròs de la terra –fet amb blat xeixa–, el conill amb figues, el freixurat, la caldereta de llagosta, etc., tots acompanyats de vins d'elaboració pròpia.
El 2005 va rebre el Premi Ramon Llull.

## Continuïtat
Els seus fills i filles van seguir la tradició i fins i tot es van dedicar a recuperar plats, com ara un bon nombre de receptes del llibre Art de la Cuina, de Fra Francesc Roger, un manuscrit del segle XVIII, d'on van recuperar receptes històriquesː «era emocionant pensar que cuinàvem plats que feia més de 200 anys que no es feien». D'aquesta empenta va sorgir després l'associació gastronòmica i cultural anomenada Fra Roger i més endavant l'Escola de Restauració que porta el nom de Ca l'Aguedet, impulsada per Càritas, i dedicada a formar persones en risc d'exclusió social.